# Потапов, Владимир Иванович (политик)
Владимир Иванович Потапов — советский хозяйственный, государственный и политический деятель.

## Биография
Родился 15 ноября 1938 года с. Аца Красночикойского района Читинской области в многодетной крестьянской семье. Член КПСС с 1960 по 1991 годы.
С 1958 года — на хозяйственной, общественной и политической работе. В 1958—1998 годах — выпускник Иркутского политехнического института, электролизник, анодчик, мастер, старший мастер, секретарь парткома на Иркутском алюминиевом заводе, первый секретарь райкома КПСС, заместитель заведующего отделом Иркутского обкома КПСС, второй секретарь Иркутского горкома партии, инструктор отдела энергетики и промышленности ЦК КПСС, секретарь, второй секретарь, первый секретарь Иркутского обкома партии, председатель Иркутского областного Совета народных депутатов, чрезвычайный и полномочный посланник посольства РФ в Гвинее, генеральный директор ЗАО «Лензолото», заместитель председателя правления Банка социального развития, председатель ООО «Энергопром» по Восточной Сибири, генеральный директор ООО «Сибиряк-И».
Избирался народным депутатом СССР.